# Coccoloba microstachya
Coccoloba microstachya là một loài thực vật có hoa trong họ Rau răm. Loài này được Willd. mô tả khoa học đầu tiên năm 1799.